# Provincieplein

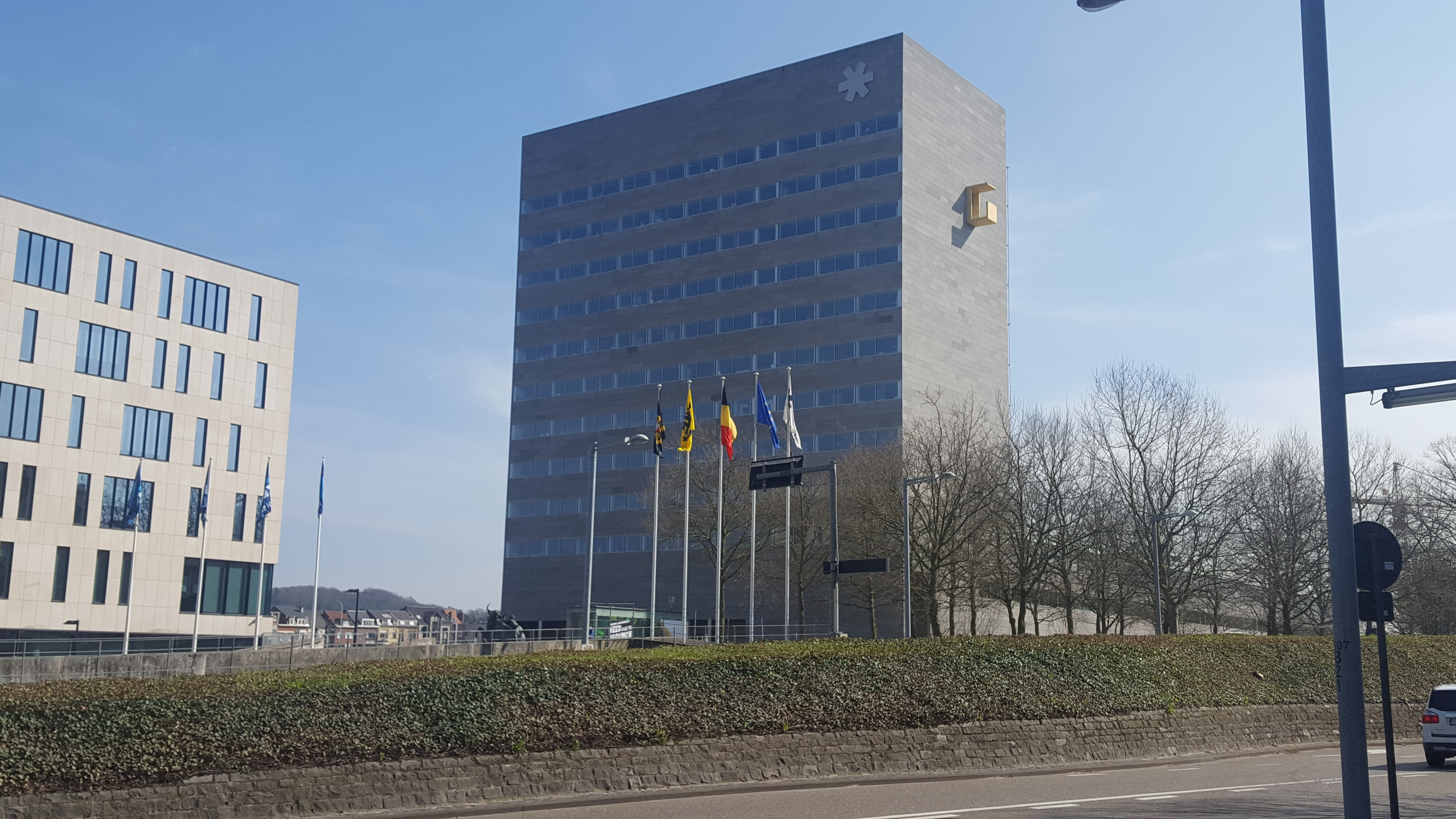
Het plein tussen het Provinciehuis en het witte gebouw links

Het Provincieplein is een plein in de Belgische stad Leuven in de provincie Vlaams-Brabant. Het ligt aan de stadsrand, in de buurt van het station Leuven. 

## Situering
Het plein werd vernoemd naar het aanpalend Provinciehuis. Daarnaast wordt het plein begrensd door de treinsporen in het oosten, het KBC-kantorencomplex in het noorden, het Professor Roger Van Overstraeten-plein in het noordwesten en de Tiensevest in het westen.

## Geschiedenis
Het Provincieplein dateert van 2004 (opening nieuw provinciehuis). Voorheen was er op die plaats een publieke fietsenstalling voor de treingebruikers.  

## Bezienswaardigheden

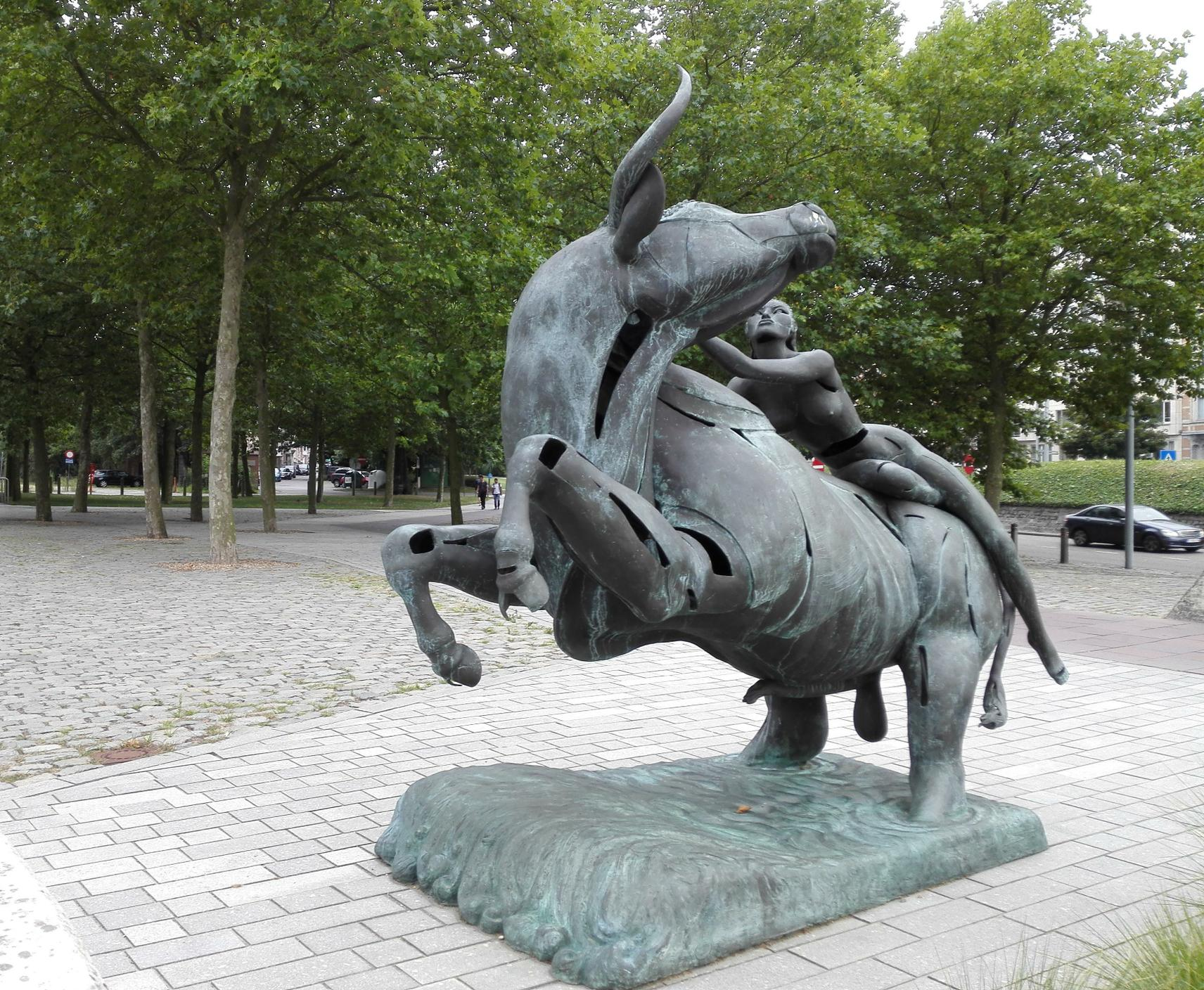
De ontvoering van Europa (Rik Poot) voor het Provinciehuis

In het voorjaar 2008 verrees op het Leuvense Provincieplein de laatste creatie van de Vlaams-Brabantse kunstenaar Rik Poot: de Ontvoering van Europa met de steun van de provincie Vlaams-Brabant, de stad Leuven en KBC. Het bronzen beeld vormt er het sluitstuk van de esplanade die het station met het provinciehuis zal verbinden. Het beeld, verwijzend naar de Griekse mythologie, toont de mooie Europa op de rug van een kolossale stier. Het symboliseert hoe Europa, dochter van koning Agenor, werd ontvoerd door Zeus. Hij ontving kort daarop in Brugge de tweejaarlijkse Achilles Van Ackerprijs voor zijn hele oeuvre.
In het voorjaar van 2017 verscheen de eerste 'Solar bench' op het provincieplein. Het betreft een betonnen zitbank met een groot zonnepaneel waarmee je je smartphone en elektrische fiets kan opladen. Dankzij de ingewerkte batterij is de bank ook bruikbaar bij bewolkt weer of 's nachts.   